# Ötödik lateráni zsinat
Az ötödik lateráni zsinatot II. Gyula pápa hívta össze 1512-ben. A zsinat ideje alatt azonban elhalálozott, így azt csak 1517-ben zárta le utóda X. Leó pápa.

## Előzmények

Bulla monitorii et declarationis

A zsinatot II. Gyula pápa hívta össze. A pápát megválasztották 1503-ban és ígéretet tett a zsinat összehívására. Mivel azonban sokáig nem tett eleget ígéretének, az elégedetlen bíborosok egy csoportja Pisában tanácskozást hívott össze I. Miksa német-római császár és XII. Lajos francia király segítségével 1511. október 1-re. Ennek a tanácskozásnak az utolsó ülésén II. Gyula pápát felfüggesztették. A pápa erre 1511. július 18-án egy pápai bullában 1512. április 19-re összehívta az ötödik lateráni zsinatot. Egyben bírálta a Pisában történteket. Kiemelte, hogy ő mindig törekedett a zsinat létrejöttére. Szemrehányást tett a pisai résztvevőknek, hogy ha össze is hívták azt a tanácskozást, miért nem őt, a pápát kérték meg annak levezetésére. Végül felszólított, hogy senki se tulajdonítson jelentőséget a pisai nyilatkozatnak.
Mivel 1512. április 11-én a franciák győztek Ravennánál, így a zsinat május 3-ra tolódott.

## A zsinat

Litterae super abrogatione pragmatice sanctionis, 1512

A zsinat ideje alatt II. Gyula pápa meghalt, ezért utóda, X. Leó pápa fejezte be 1517. március 17-én a zsinatot.
Az angol és aragóniai uralkodó mellett I. Miksa császár, végül XII. Lajos francia király is a zsinat mellé állt, így a pisai zsinat gyakorlatilag hatástalan maradt. A franciákkal való megegyezést 1516-ban konkordátum pecsételte meg, melyet a zsinat tizenegyedik ülésén, 1516. december 19-én hagyott jóvá.
A zsinat reformintézkedéseinek számos pozitív előjele volt. Egidio di Viterbo ágostonrendi generális és mások is éles kritikával illették az egyház állapotát. Emellett jól átgondolt javaslatokkal is éltek. A zsinat eredményei mindemellett azonban csak papíron maradtak, mivel fél év múlva megkezdődött a reformáció.
A pápa ugyan meghívta Kopernikuszt, hogy naptárreformot hajtsanak végre, de ezt ő elsietettnek ítélte, és nem utazott el a zsinatra.

## Rendeletek
- A lélek halhatatlan (Pietro Pomponazzi filozófus tanaival szemben)
- A kettős igazság tanának elítélése
- A konciliarizmus elítélése
- A közhasznú zálogházak (montes pietatis) egyházi felügyelete
- A kuriális illetékről
- A vallásoktatásról
- A szentbeszédek tartásának módjáról
- Az egyházi tulajdonok elidegeníthetetlenségéről
- A püspöki méltóságról és az Egyház szabadságáról
- A pápa teljes joghatósága a zsinatok felett
- A helyi püspök ad engedélyt a könyvnyomtatáshoz
- A zsinat kihirdetett közleményben támogatja a háborút a törökök ellen, és hároméves adót vet ki.

## Lásd még
- X. Leó pápa